# Yuuki
Yuuki (ユウキ?, Yuuki) è un "Tanpatsu" (dorama giapponese ad episodio unico), corrispondente al film per la televisione occidentale. È basato sulla storia vera di un giovane morto ventitreenne a causa di un male semisconosciuto.

## Trama
In Australia, dove sta trascorrendo le vacanze, Yuuki (nome che in giapponese significa coraggio) conosce molti altri ragazzi come lui con cui instaura un sincero rapporto d'amicizia. Tra di loro, Hama, introverso e poco socievole con la passione per la fotografia.
Tornato in Giappone si sottopone a tutta una serie d'esami approfonditi; gli viene diagnosticata una rarissima quanto grave malattia, praticamente incurabile, che gli provocherà col tempo la disintegrazione delle ossa craniche: i suoi sogni sono infranti in un battibaleno, il male non gli lascia scampo. Ma con sua forza d'animo, coraggio e carattere fermo e positivo, non si lascia trascinare in basso dagli eventi; non precipita in un vortice di disperazione, anzi riesce a tener alto il morale nonostante tutto, cogliendo attimo per attimo quel che gli concede ancora l'esistenza.
Gli amici più e più volte lo vanno a visitare dov'è ricoverato in ospedale, ma non sanno bene come davvero debbon comportarsi, d'altra parte sono del tutto impotenti davanti alla legge spietata della vita. Dovrà sottoporsi a vari interventi chirurgici, sempre senza esito positivo definitivo. Anche se non potrà correre con la sua amata moto la sua solarità non andrà perduta, fino in fondo rimarrà se stesso.
Si farà fare un poster con tutte le foto che gli sono state scattate quando era in salute, assieme a quelle degli ormai sodali, i ragazzi dell'ostello della gioventù in Australia: lo appenderà davanti al letto quando ormai è diventato completamente cieco. Morirà ma il suo ricordo rimarrà per sempre scolpito nell'animo degli amici.